# Prophioseides ampullacea
Prophioseides ampullacea is een eenoogkreeftjessoort uit de familie van de Notodelphyidae. De wetenschappelijke naam van de soort is voor het eerst geldig gepubliceerd in 1972 door Ooishi.